# Монтгомери, Дейкр
Дэйкр Кейд Монтго́мери-Ха́рви (англ. Dacre Kayd Montgomery-Harvey; род. 22 ноября 1994, Перт) — австралийский актёр. Наиболее известен ролью Джейсона Ли Скотта (Красный Рейнджер) в фильме «Могучие рейнджеры», а также ролью Билли Харгроува в сериале «Очень странные дела».

## Биография
Родился 22 ноября 1994 года. Он рос в австралийском городе Перт. Его мать из Канады, а отец из Новой Зеландии. Они встретились в Перте, когда оба были на съемках. Его родители работали в киноиндустрии в Австралии. У него также есть младшая сестра по имени Саския.
Начал выступать на экране и в театре в возрасте девяти лет. Он учился в старшей средней школе Маунт-Лоули в своем родном городе. продолжал изучать драматическое искусство на протяжении всей средней школы. Он получил степень по актёрскому мастерству в Западно-Австралийской академии исполнительских искусств при Университете Эдит Коуэн в 2015 году. В посте в Instagram Дейкр написал, что у него были трудные времена в школе из-за того, что он страдал от беспокойства в юном возрасте. Он утверждает, что в школьные годы над ним издевались из-за его веса. Он также провалил экзамены по драматическому искусству в средней школе. В возрасте 18 лет его уволили с работы, и ему советовали оставить театральную школу.

## Карьера
Карьера Монтгомери началась в 2010 году с роли Фреда в короткометражном фильме «Бертран Грозный». В 2011 году играл в пилотном эпизоде телевизионного сериала «Семейное дерево».
В октябре 2015 года стало известно, что Монтгомери утвержден на роль Джейсона (Красный Рейнджер) в фильме «Могучие рейнджеры». В том же году он также снимался в клипе на песню «Old Souls» австралийской группы Make Them Suffer.
Он также снимется в австралийской комедии «Послесвадебный разгром» в роли Майка.
В 2016 году Монтгомери присоединился к актёрскому составу второго сезона научно-фантастического сериала «Очень странные дела» канала Netflix.
В 2017 году Дейкр снялся в клипе «Chateau» австралийского дуэта Angus & Julia Stone.
6 ноября 2017 года было объявлено, что Монтгомери сыграет в фильме «Подлинная история банды Келли», основанном на одноимённом романе Питера Кэри, вместе с Расселом Кроу и Николасом Холтом. Однако, он не был показан в нём.
В 2020 году вышел фильм «Галерея разбитых сердец» в котором Дейкр сыграл главную роль. 25 мая 2022 года состоялась премьера байопика «Элвис», в котором он сыграл роль Стива Байндера.

## Фильмография
| Год         | Название                | Название в оригинале      | Роль                                | Примечания             |
| ----------- | ----------------------- | ------------------------- | ----------------------------------- | ---------------------- |
| 2010        | Бертран Грозный         | Bertrand the Terrible     | Фред                                | Короткометражный фильм |
| 2011        | Семейное Древо          | Family Tree               | Уилл                                | Пилот ТВ               |
| 2016        | Смотри по сторонам      | Better Watch Out          | Джереми                             |                        |
| 2016        | Послесвадебный разгром  | A Few Less Men            | Майк                                |                        |
| 2017        | Могучие рейнджеры       | Power Rangers             | Джейсон Ли Скотт / Красный рейнджер |                        |
| 2017 — 2019 | Очень странные дела     | Stranger Things           | Билли Харгроув                      | 16 эпизодов            |
| 2020        | Галерея разбитых сердец | The broken hearts gallery | Ник                                 |                        |
| 2022        | Элвис                   | Elvis                     | Стив Байндер                        |                        |